# 莫諾爾區

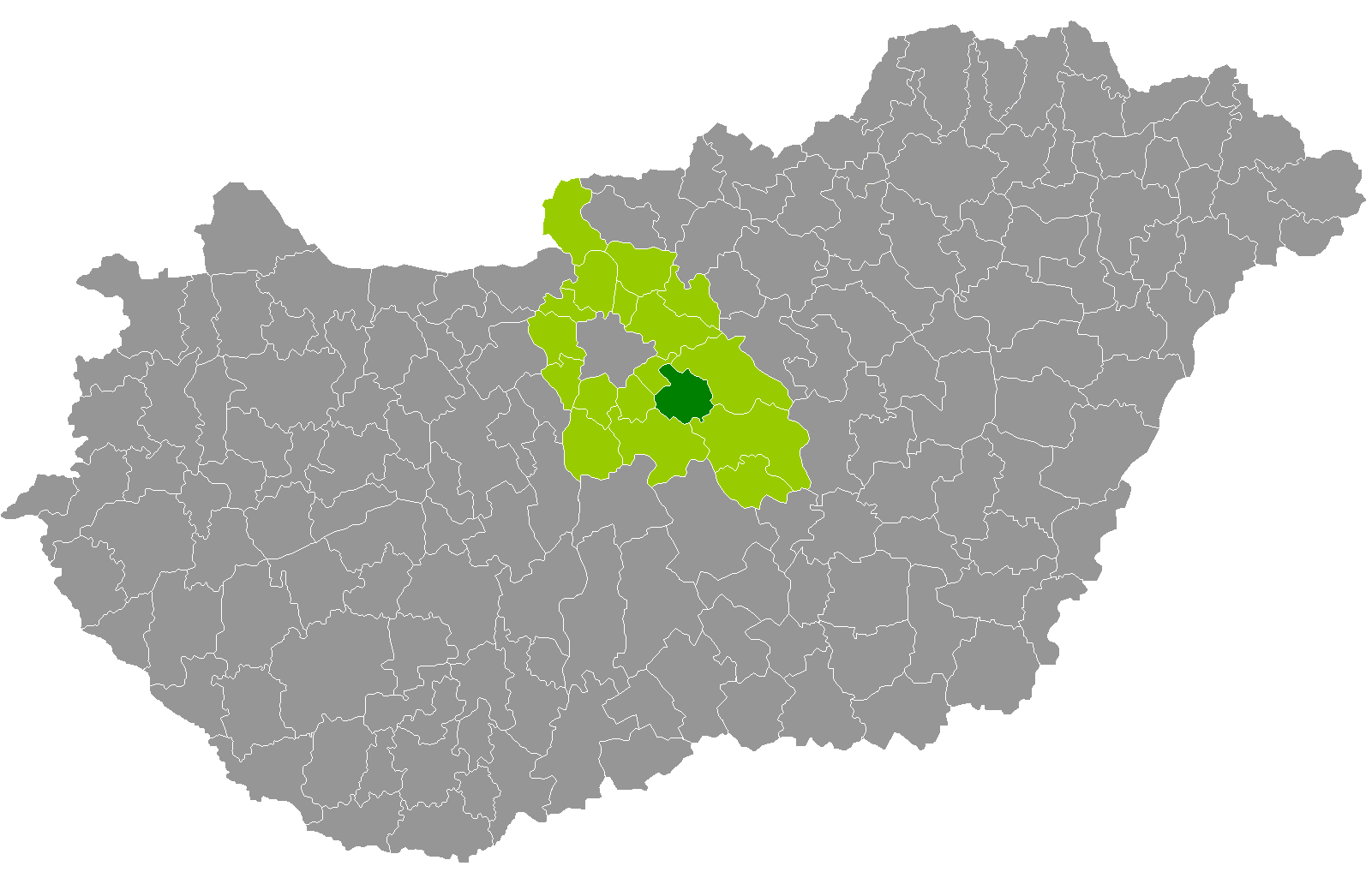

47°21′00″N 19°27′00″E / 47.3500°N 19.4500°E
莫諾爾區（匈牙利語：Monori járás），是匈牙利的一個區，位於該國北部，由佩斯州負責管轄，首府設於莫諾爾，面積330平方公里，2011年人口64,016，人口密度每平方公里194人。

## 市镇
莫諾爾區包含3个城镇和9个村庄。